# В плен на любовта
В плен на любовта (на испански: Cautiva por amor) е мексиканска теленовела, създадена от Сесилия Герти и Пабло Хунович, режисирана от Уалтер Доенер и Родриго Куриел и продуцирана от Луис Уркиса за ТВ Ацтека през 2025 г.
В главните роли са Литци и Освалдо де Леон, а в отрицателните – Даниела Кастро, Плутарко Аса и Каетано Арамбуро.

## Сюжет
Хасмин Паласиос е отвлечена от Ремихио Фуентес-Мансия, политик и земевладелец, който я държи като робиня в мрежа за трафик на хора, ръководена от него и усъвършенствана от съпругата му Исабел Фуентес-Мансия. По време на отвличането Хасмин е изнасилена от Ремихио, като той се е опитва да убие нея и бебето ѝ. 12 години по-късно тя се завръща в ранчото на Фуентес-Мансия, за да накара Фернандо, сина на Ремихио, да се влюби в нея и да отмъсти на мъжа, който е унищожил живота ѝ. Това, което Хасмин не си представя, е, че съдбата ще я срещне с истинската любов в лицето на Сантяго, селски работник, представящ се за полицай под прикритие.

## Актьори
- Литци – Хасмин Паласиос
- Даниела Кастро – Исабел Фуентес-Мансия
- Плутарко Аса – Ремихио Фуентес-Мансия
- Освалдо де Леон – Сантяго
- Ерик Чапа – Фернандо Фуентес-Мансия
- Каетано Арамбуро – Хавиер Фуентес
- Алехандра Ласкано – Мелина
- Росана Нахера – Мария Анхелес
- Даниела Ордас Кастро – Валерия Фуентес-Мансия
- Пиер Луи – Ненеко
- Андреа де Алба – Шаки
- Марко Тревиньо – Отец Грегорио
- Хавиер Диас Дуеняс
- Едуардо Реса – Ромеро
- Сайт Соса – Хуан Диего
- Сантяго Качеро

## Премиера
Премиерата на „В плен на любовта“ е през 2025 г. по Ацтека Уно.
| Година | Излъчване        | Брой епизоди | Премиера    | Премиера         | Финал | Финал            |
| Година | Излъчване        | Брой епизоди | Дата        | Зрители (в млн.) | Дата  | Зрители (в млн.) |
| ------ | ---------------- | ------------ | ----------- | ---------------- | ----- | ---------------- |
| 2025   | понеделник-петък |              | 12 май 2025 | 1.67             |       |                  |

## Продукция
На 23 януари 2024 г. по време на събитие ТВ Ацтека обявява теленовелата, отбелязвайки завръщането на компанията към производството на продукции в този жанр. На 15 май 2024 г. е обявено, че Литци, Освалдо де Леон, Даниела Кастро и Плутарко Аса ще изпълняват главните роли. Записите на теленовелата започват на 19 юни 2024 г. в Куернавака и приключват на 6 октомври 2024 г.